# Wieża Mazurska (Bociania) w Brodnicy
Wieża Mazurska, zwana także Bocianią – zabytek z czasów zakonu krzyżackiego w Brodnicy, w Polsce. 

## Historia
Początek budowy Wieży Mazurskiej datuje się na pierwszą połowę XIV wieku. Wzniesiono ją zapewne przy okazji budowy murów miejskich w latach 1310-40. Pierwotnie stanowiła część składową Bramy Mazurskiej, obecnie nieistniejącej. Około roku 1370 dokonano nadbudowy aby poprawić jej warunki obronne.
Wieża liczy 30 m wysokości, została wzniesiona z cegły. W dolnych partiach jest czworoboczna, na wysokości pierwszego piętra przechodzi w ośmiobok. Przez mieszkańców Brodnicy zwana jest Bocianią, z powodu usytuowanego dawniej na jej szczycie bocianiego gniazda.
W latach 1964–65 jej wnętrze zaadaptowano na Hotel Turystyczny "Pod bocianem". Obecnie mieści się w niej punkt informacji turystycznej oraz siedziba Miejskiego Oddziału PTTK.

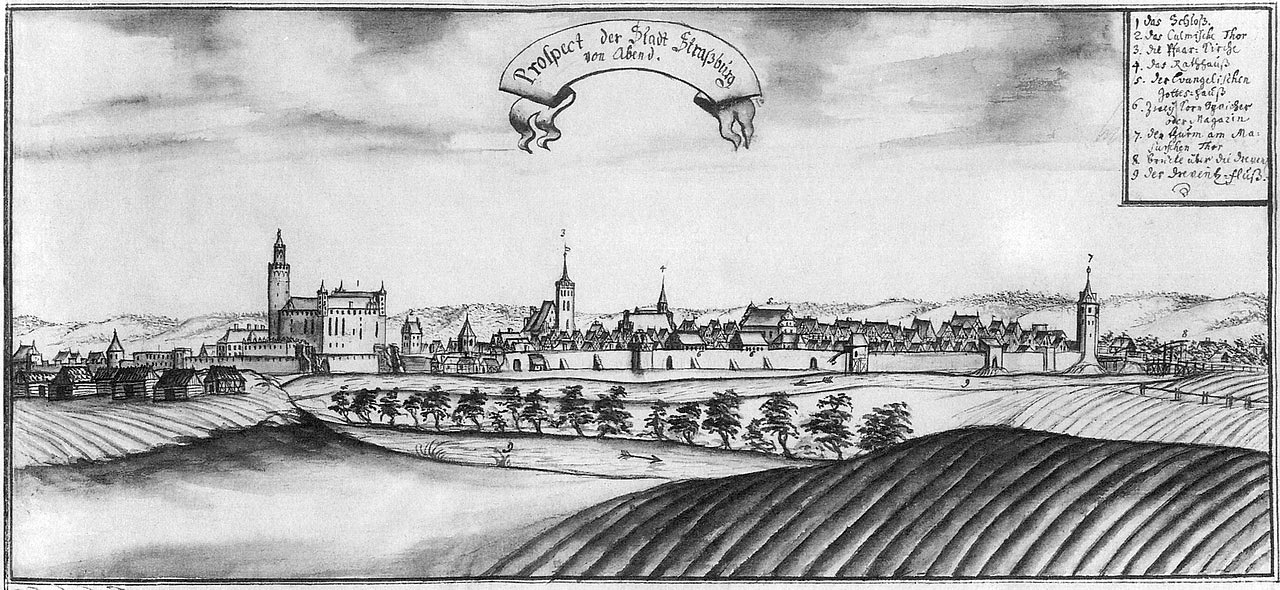
Brodnica w latach 1738-1745 z widoczną po prawej stronie Wieżą Mazurską. Rysunek Georga Friedricha Steinera

## Zobacz też

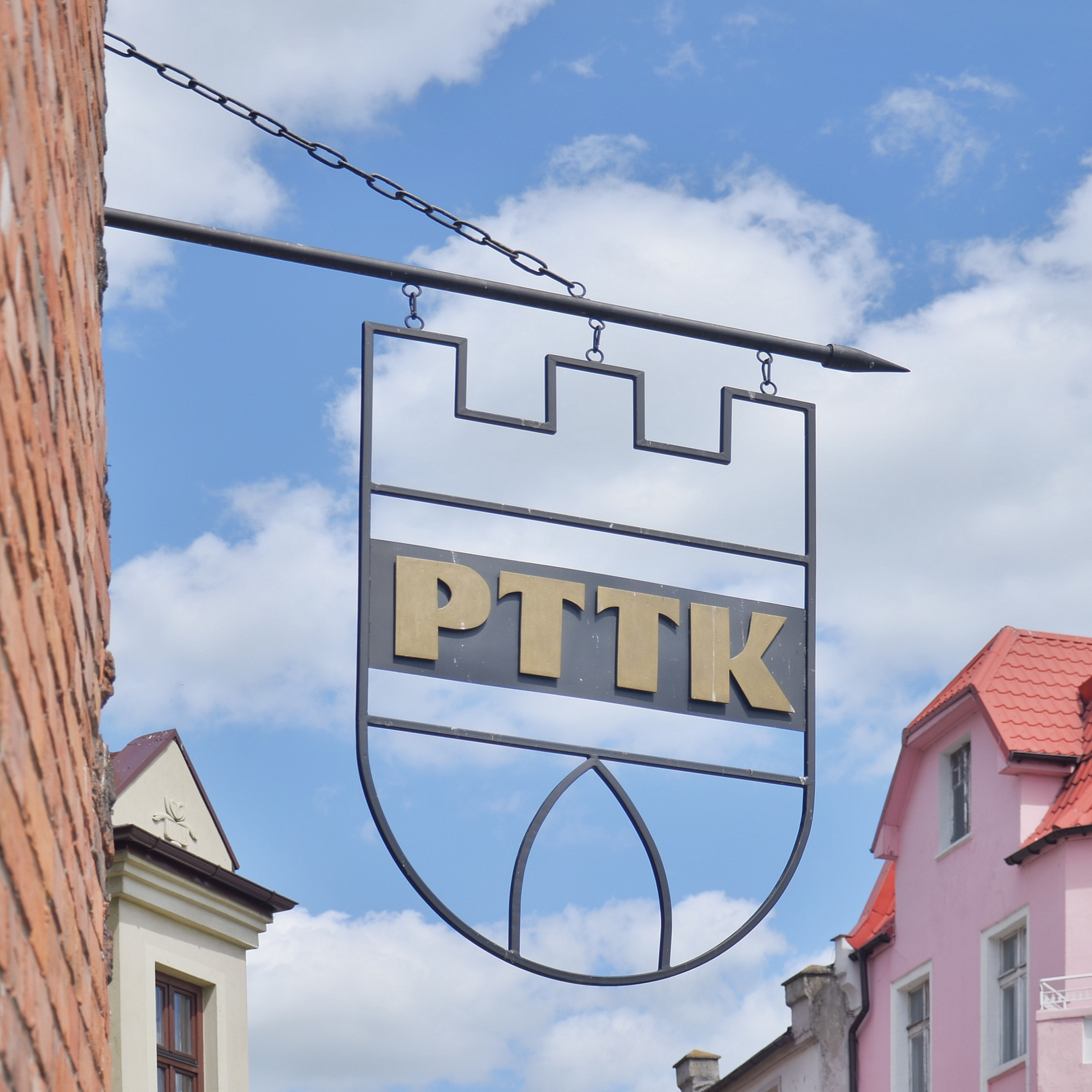
Szyld PTTK